# Хилтон, Пэрис
Пэ́рис Уи́тни Хи́лтон (англ. Paris Whitney Hilton; род. 17 февраля 1981, Нью-Йорк, США) — американская киноактриса, певица, автор песен, фотомодель и дизайнер.
Пэрис Хилтон — бывшая потенциальная наследница семейного бизнеса — сети отелей «Hilton Hotels». Известность ей принесли реалити-шоу «Простая жизнь» (2003—2007) (в котором она сыграла со своей подругой Николь Ричи) и скандальная светская жизнь, из-за которой в СМИ она преподносится в первую очередь как «светская львица» (англ. Socialite, It-girl) и даже как главная «светская львица планеты» (в 2008 году).

## Биография
Пэрис Хилтон родилась 17 февраля 1981 года в семье Рика и Кэти Хилтон. Пэрис Хилтон является правнучкой Конрада Хилтона, основателя сети отелей Hilton. Пэрис — старший ребёнок в семье, у неё есть младшая сестра — Ники Хилтон, и два брата — Баррон и Конрад Хилтоны.
Детство Хилтон прошло в разных местах — в отеле Вальдорф-Астория на Манхэттене, в нью-йоркском доме семьи, в Беверли-Хиллз, в Хэмптоне. Хилтон поступила в Dwight School в Нью-Йорке, откуда её отчислили, но позже Хилтон всё-таки получила аттестат о среднем образовании.

## Карьера

### Карьера модели
В 2000 году Пэрис Хилтон подписала контракт с модельным агентством Дональда Трампа T Management и стала профессиональной моделью. Позже она работала на другие модельные агентства: Ford Models Management в Нью-Йорке, Models 1 Agency в Лондоне, Nous Model Management в Лос-Анджелесе и Premier Model Management в Лондоне. Хилтон стала появляться в рекламе знаменитых брендов, в числе которых Iceberg, GUESS, Tommy Hilfiger, Christian Dior и Marciano, и сниматься для глянцевых журналов.

### Карьера в кино и на телевидении
Самый страшный грех — быть скучным. И ещё — позволять другим указывать, что тебе делать.
Первым телевизионным проектом Хилтон, принесшим ей популярность, стало реалити-шоу «Простая жизнь», в котором снялась также её подруга Николь Ричи, дочь певца Лайонела Ричи. Шоу вышло на канале Fox 2 декабря 2003 года и имело большой успех. Ссора Хилтон и Ричи стала причиной того, что после трёх сезонов на канале Fox шоу закрылось. Последующие четвёртый и пятый сезоны вышли на канале E!.
Хилтон сыграла несколько ролей второго плана в таких фильмах, как «Девять жизней» (2002), «Модная мамочка» (2004) и «Дом восковых фигур» (2005). За роль Пейдж Эдвардс в «Доме восковых фигур» Хилтон получила премию Teen Choice Awards за лучший крик и была номинирована в категории «Прорыв года». В 2006 году Хилтон сыграла главные роли в фильмах «Стильные штучки» и «Блондинка в шоколаде». В 2008 году вышли фильмы «Красавица и уродина», за который Пэрис получила 3 премии «Золотая малина», и фильм «Рипо! Генетическая опера».

### Музыкальная карьера
В 2003 году Хилтон начала работать над дебютным сольным альбомом вместе с музыкальным продюсером  Ромео Антонио, с которым записала шесть песен, в частности, балладу под рабочим названием «Loneliness». В 2004 году Хилтон основала собственный музыкальный лейбл Heiress Records, на котором планировала выпустить свой первый альбом. 22 августа 2006 года состоялся релиз дебютного альбома Пэрис Хилтон Paris, который закрепился на шестом месте чарта Billboard 200. Продюсерами альбома выступили Грег Уеллс, Кара Диогуарди, Джейн Уидлин и Скотт Сторч. Ведущий сингл пластинки «Stars Are Blind» имел весомый успех, находясь в ротации 125 американских радиостанций и попав в первую десятку хит-парадов 17 стран.
16 июля 2007 года Хилтон подтвердила, что работает над своим вторым сольным альбомом, продюсером которого является Скотт Сторч. Она сказала, что это будет чисто танцевальный альбом, вдохновлённый творчеством Боба Синклера. Для записи этого альбома Хилтон установила профессиональную звукозаписывающую студию прямо у себя дома. Название альбома и лейбл ещё не были выбраны, но уже стали известны названия шести песен из альбома: «Jailhouse Baby», «Platinum Blonde», «Crave», «My BFF», «Paris for President» и «Girl Tax», две из них, «My BFF» и «Paris for President», были изданы в качестве синглов осенью 2008 года.
В октябре 2013 года Хилтон выпустила сингл «Good Time», записанный совместно с рэпером Лилом Уэйном. Клип на первый сингл с будущего второго студийного альбома был выпущен 7 октября 2013 года.
14 октября 2020 года на аукционе Tate Ward был выставлен фейковый музыкальный альбом Пэрис Хилтон, созданный в 2006 году британским граффити-художником Бэнкси. Он добавил в оригинальный треклист пластинки Paris три пародийных песни и разместил фальшивые диски в магазинах Великобритании в количестве 500 штук. Версия Paris от Бэнкси была продана на аукционе за сумму 8750 фунтов стерлингов, а одной из желающих приобрести диск была сама Хилтон.

### Другие проекты

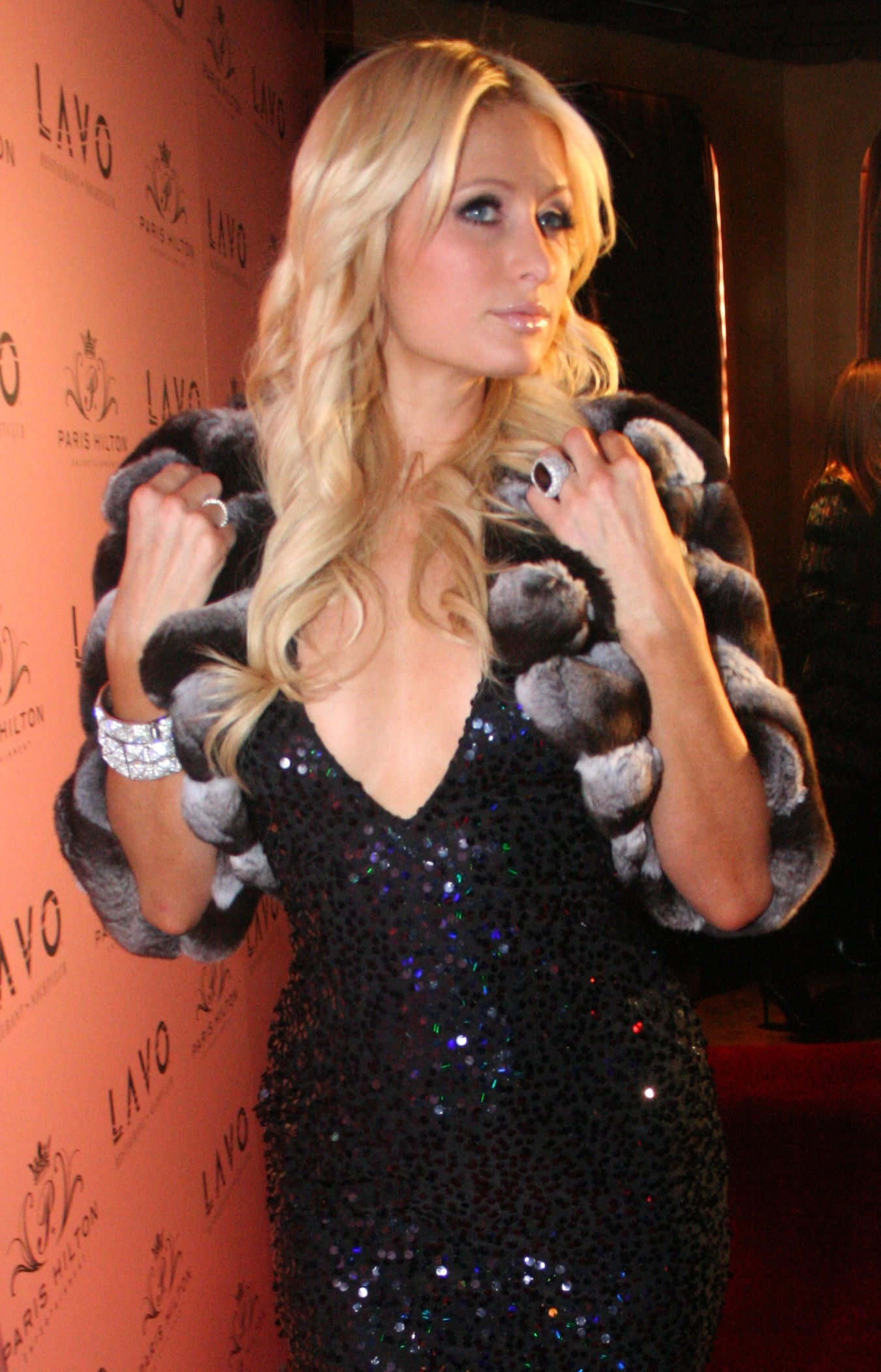
Хилтон на вечеринке, посвящённой её 30-летию, 18 февраля 2011 года

Осенью 2004 года Хилтон, в соавторстве с Мерл Гинсберг, выпустила автобиографию Confessions of an Heiress: A Tongue-in-Chic Peek Behind the Pose, за которую получила 100 000 долларов США. Книга была разгромлена критиками, но, несмотря на это, стала бестселлером. Хилтон принимала участие в создании коллекции сумок японской фирмы Samantha Thavasa, а также линии ювелирных украшений для интернет-магазина Amazon.com.
В 2004 году вышла линия парфюмерии, созданная Хилтон совместно с компанией Parlux Fragrances.
В 2005 году Хилтон заключила договор с сетью ночных клубов Club Paris, которые получили возможность использовать её имя. Первый клуб в городе Орландо, штат Флорида, имел большой успех, второй клуб был открыт в городе Джэксонвилл, штат Флорида, в июле 2006 года. В январе 2007 года владелец клубов Club Paris Фред Калилиан разорвал контракт с Хилтон, вследствие нарушения ею нескольких пунктов договора (Хилтон не явилась на несколько запланированных рекламных мероприятий).
В соответствии с данными журнала Forbes, доход Пэрис Хилтон в 2003—2004 годах составил 2 миллиона долларов, в 2004—2005 годах — 6,5 миллионов долларов, в 2005—2006 годах — 7 млн долларов, в 2006—2007 годах — 8,3 млн долларов.
В 2007 году Пэрис заявила о том, что хочет быть замороженной после своей смерти. Она перечислила крупную сумму денег в Институт Крионики для того, чтобы учёные будущего смогли её воскресить. «Благодаря этому моя жизнь может быть продлена на сотни и тысячи лет», — сказала она.
14 марта 2023 года Хилтон выпустила книгу под названием «Пэрис: мемуары».

## Личная жизнь
Личная жизнь Перис Хилтон всегда привлекала большое внимание СМИ. Например, в 2000 году она привлекла внимание таблоидов, когда её и актёра Леонардо Ди Каприо видели вместе на ночной трассе Нью-Йорка. Тогда она дала свое первое интервью журналу Vanity Fair, в котором отрицала свою связь с Ди Каприо. 
В 2000 году она встречалась с актёром Эдвардом Фёрлонгом. 
В том же году Хилтон встречалась с Риком Саломоном, бывшим супругом Памелы Андерсон. Спустя три года после того, как пара рассталась, в Интернете появилось «домашнее видео» с участием Хилтон и Саломона. В июне 2004 года видео было выпущено на DVD под названием «Одна ночь в Пэрис» (англ. 1 Night in Paris). Хилтон подала иск на Саломона, пытаясь запретить выход фильма, но в 2005 году иск был урегулирован во внесудебном порядке. Сообщается, что Саломон должен был выплатить Хилтон 400 000 долларов, которые она в свою очередь собиралась направить на благотворительность. В этом же году фильм получил три награды престижной порноакадемии AVN Awards. В 2006 году в интервью журналу GQ Хилтон заявляла, что не получила от Саломона ни цента и что он должен все деньги от фильма отдать на помощь жертвам сексуального насилия или куда-нибудь ещё.
С 2002 по 2003 год Пэрис Хилтон была помолвлена с актёром Джейсоном Шо. Они, как сообщается, остались друзьями.

В 2003 — 2004 годах она встречалась с певцом Ником Картером. Он рассказал об их отношениях в своей автобиографии 2013 года:
Перис была худшим человеком в мире, с которым я мог связаться.
В декабре 2004 года Хилтон начала встречаться с греческим наследником, Перисом Латсисом, они обручились семь месяцев спустя. Однако, в ноябре 2005 года они отменили предстоящую свадьбу. С декабря 2005 года по март 2007 года она состояла в отношениях с греческим наследником, Ставросом Ниархосом. С февраля по ноябрь 2008 года Хилтон встречалась с гитаристом группы Good Charlotte, Бенджи Мэдденом. Затем последовали отношения со звездой сериала Дугом Рейнхардтом, но в апреле 2010 года они расстались. Затем Хилтон встречалась с владельцем ночного клуба Лас-Вегаса Саем Уэйтсом. В период с 2012 по 2014 год она встречалась с испанской моделью, Ривером Вийпери, а с 2015 по 2016 год ― с бизнесменом, Томасом Гроссом.
В январе 2018 года актёр Крис Зилка сделал предложение Хилтон и подарил ей кольцо стоимостью два миллиона долларов во время отпуска в Аспене, после года знакомства. Они расторгли помолвку в ноябре 2018 года.
В апреле 2020 года впервые показала снимки с новым бойфрендом. Выяснилось, что Пэрис уже несколько месяцев встречается с успешным бизнесменом Картером Реумом. 13 февраля 2021 года состоялась их помолвка, в ноябре 2021 года — свадьба, а в январе 2023 стало известно, что у пары родился ребёнок, сын Феникс Реум (с помощью суррогатной матери). В ноябре 2023 стало известно, что у пары с помощью суррогатной матери родился второй ребёнок, дочь Лондон Реум.

### Проблемы с законом

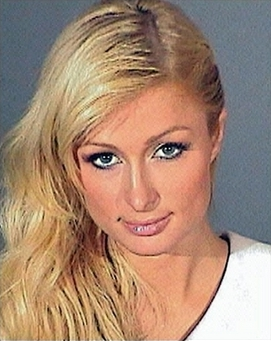
Фотография Хилтон, сделанная при аресте.

В сентябре 2006 года Хилтон была арестована по подозрению в вождении в нетрезвом состоянии. На суде она признала себя виновной и была приговорена к штрафу в 1500 долларов, а также ей был назначен испытательный срок 36 месяцев. В январе 2007 года Хилтон была задержана за вождение с аннулированными правами, в феврале 2007 года — за превышение скорости и езду с выключенными фарами в тёмное время суток. В итоге дело Хилтон было вновь передано в суд. 4 мая 2007 года Хилтон была признана виновной в нарушении условий испытательного срока, и приговорена к 45-дневному тюремному заключению. В соответствии с решением суда Хилтон должна была явиться в лос-анджелесскую тюрьму Twin Towers Correctional Facility не позднее 5 июня 2007 года для начала отбывания срока. 3 июня 2007 года в 11:38, после посещения церемонии вручения кинонаград MTV, Хилтон в сопровождении родственников была доставлена в тюрьму. 7 июня 2007 года, в связи с ухудшившимся состоянием здоровья Хилтон, шериф округа Лос-Анджелес Ли Бака подписал распоряжение о замене первоначального наказания на 40 дней домашнего ареста. На следующий день, 8 июня, состоялось судебное заседание, на котором судья Майкл Сауэр счёл, что веских причин для замены наказания нет, и приказал Хилтон вернуться в исправительное учреждение для отбывания первоначального срока. 26 июня 2007 года в 00:15 Хилтон вышла на свободу, отсидев в тюрьме в общей сложности 23 дня, то есть половину первоначального срока.

## Дискография
- Paris (2006)
- Infinite Icon (2024)

## Фильмография
| Год  |     | Русское название          | Оригинальное название                | Роль                       |
| ---- | --- | ------------------------- | ------------------------------------ | -------------------------- |
| 1992 | ф   | Джинн без бутылки         | Wishman                              | девочка на пляже           |
| 2001 | ф   | Образцовый самец          | Zoolander                            | Камео                      |
| 2002 | ф   | Девять жизней             | Nine Lives                           | Джо                        |
| 2002 | кор |                           | QIK2JDG                              | супермодель                |
| 2003 | ф   | Поли Шор мёртв            | Pauly Shore Is Dead                  | Камео                      |
| 2003 | ф   | Уондерленд                | Wonderland                           | Камео (Барби)              |
| 2003 | ф   | Кот                       | The Cat in the Hat                   | Камео (танцовщица в клубе) |
| 2003 | кор | Рыцари Лос-Анджелеса      | L.A. Knights                         | Сэди                       |
| 2004 | ф   | Одна ночь в Пэрис         | 1 Night in Paris                     | Камео                      |
| 2004 | ф   | Свидание со звездой       | Win a Date with Tad Hamilton!        | Хизер                      |
| 2004 | с   | Лас-Вегас                 | Las Vegas                            | Мэдисон                    |
| 2004 | с   | Джордж Лопес              | George Lopez                         | Эшли / Лоррейн             |
| 2004 | с   | Одинокие сердца           | The O.C.                             | Кейт                       |
| 2004 | ф   | Модная мамочка            | Raising Helen                        | Эмбер                      |
| 2004 | ф   | Беверли-Хиллз             | The Hillz                            | Хизер Смит                 |
| 2004 | с   | Вероника Марс             | Veronica Mars                        | Кейтлин Форд               |
| 2005 | с   | Американские мечты        | American Dreams                      | Барбара Эден               |
| 2005 | ф   | Дом восковых фигур        | House of Wax                         | Пейдж Эдвардс              |
| 2006 | в   | Стильные штучки           | Bottoms Up                           | Лиза Манчини               |
| 2006 | ф   | Блондинка в шоколаде      | Pledge This!                         | Виктория Инглиш            |
| 2007 | ф   | Истории Америки           | Stories USA                          | Сэди                       |
| 2008 | ф   | Красавица и уродина       | The Hottie & the Nottie              | Кристабель Эбботт          |
| 2008 | ф   | Рипо! Генетическая опера  | Repo! The Genetic Opera              | Эмбер Свит                 |
| 2009 | тф  | Рекс                      | Rex                                  | Пэрис                      |
| 2009 | с   | Сверхъестественное        | Supernatural                         | Камео (Леший)              |
| 2010 | тф  | Собака, спасшая Рождество | The Dog Who Saved Christmas Vacation | Белла                      |
| 2013 | ф   | Элитное общество          | The Bling Ring                       | Камео                      |

## Награды
- В 2009 году Пэрис Хилтон получила три премии «Золотая малина» за сомнительные заслуги в области кинематографа.